# Finale (álbum)
Finale é o quarto álbum da banda japonesa de rock Pierrot, lançado em 7 de julho de 1999. Foi produzido por Shinobu Narita. Os singles do álbum são "Clear Sky", "Mad Sky", "Haruka.../Kanata e..." e "Last Letter".
É o primeiro álbum de estúdio da banda em uma grande gravadora, lançado pela Toshiba EMI. A primeira edição foi limitada, com uma embalagem especial incluindo artigos bônus. Foi relançado em 19 de dezembro de 2001.

## Estilo musical
O website OK Music afirmou que as letras possuem muitas passagens românticas e dramáticas, comparando-as a um mangá shōjo. Na musicalidade, contou que a banda possui os "padrões do rock" com um pouco de vanguarda. Também citou que certas faixas incorporam o rock psicodélico e outras o punk rock. Já o CD Journal disse que as letras mostram um "mundo decadente" e mencionou os sons de guitarra em formato digital e elementos tradicionais irlandeses nas músicas. O site também disse que o produtor Narita trouxe uma atmosfera "retrô dos anos 80" para a musicalidade.

## Desempenho comercial
O álbum estreou na quinta posição na Oricon Albums Chart e ficou na parada por sete semanas, vendendo 171,180 cópias enquanto permanecia nela. Vendeu mais de 190 mil cópias no total.
Por ter vendido mais de 100 mil exemplares, foi certificado disco de ouro pela RIAJ. É o álbum de estúdio mais vendido do Pierrot e o que alcançou a maior posição na Oricon. Finale alcançou o mesmo número na Billboard Japan.

## Faixas
| N.º            | Título                                                      | Duração |  |
| 1.             | "Finale"                                                    | 4:40    |  |
| 2.             | "Haruka.." (ハルカ...)                                      | 4:43    |  |
| 3.             | "Creative Master"                                           | 3:57    |  |
| 4.             | "Kanata e..." (カナタヘ・・・)                              | 3:45    |  |
| 5.             | "ECO=system"                                                | 4:12    |  |
| 6.             | "Magnet Holic"                                              | 3:17    |  |
| 7.             | "Mad Sky -Koutestu no Kyuuseishu-" (MAD SKY -鋼鉄の救世主-) | 4:18    |  |
| 8.             | "Sacred"                                                    | 5:40    |  |
| 9.             | "Icaross"                                                   | 3:59    |  |
| 10.            | "Last Letter" (ラストレター)                                | 6:01    |  |
| 11.            | "Clear Sky" (クリア・スカイ)                                | 5:32    |  |
| 12.            | "Child"                                                     | 6:02    |  |
| 13.            | "Newborn Baby"                                              | 3:29    |  |
| Duração total: | Duração total:                                              | 59:52   |  |

## Créditos
Pierrot
- Kirito – vocais
- Aiji – guitarra
- Jun – guitarra
- Kohta – baixo
- Takeo – bateria

Créditos adicionais
- Shinobu Narita – produção